# Kościół Najświętszego Zbawiciela Świata i Matki Bożej Szkaplerznej w Strzegomiu
Kościół Najświętszego Zbawiciela Świata i Matki Bożej Szkaplerznej – rzymskokatolicki kościół parafialny należący do dekanatu Strzegom diecezji świdnickiej.

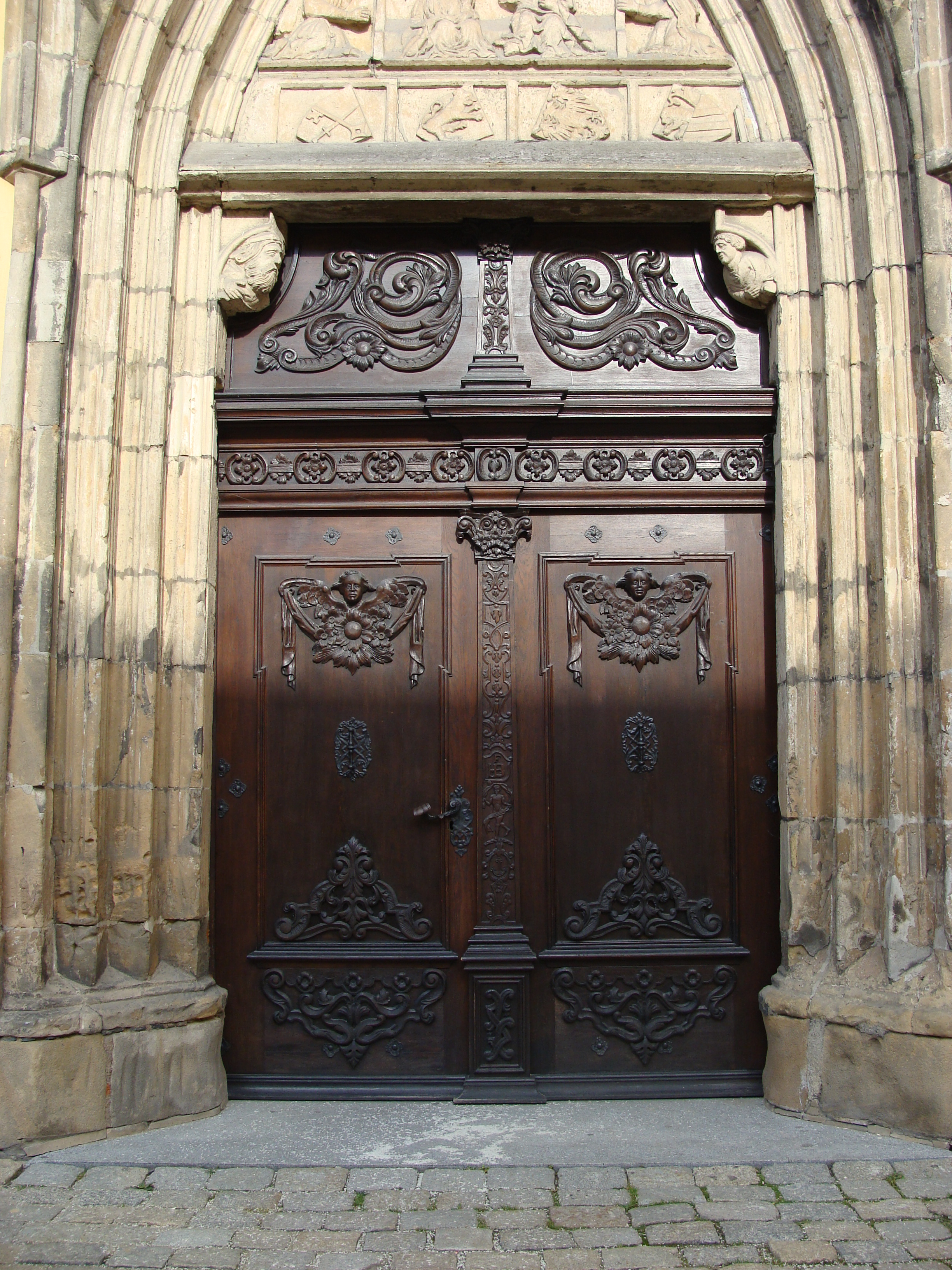
Wejście do świątyni

Pierwotna budowla została wzniesiona w 1430 roku. Przebudowali ją karmelici w 1729 roku, a następnie ewangelicy w 1819 roku do obecnego kształtu. W 1997 roku świątynia została przejęta przez katolickiego biskupa legnickiego Tadeusza Rybaka i poświęcony pod wezwaniem Najświętszego Zbawiciela Świata i Matki Bożej Szkaplerznej. Z tej świątyni pochodzi bogaty ołtarz szkaplerzny obecnie znajdujący się w bazylice świętych Apostołów Piotra i Pawła. Najcenniejszy zabytek pochodzący z czasów karmelitów: obraz Świętej Anny Samotrzeć jest umieszczony obecnie w Muzeum Narodowym we Wrocławiu. Świątynia została zbudowana w stylu barokowym.